# Велиева, Эльшана Рафиг гызы
Эльшана Рафиг гызы Велиева (азерб. Vəliyeva Elşanə Rafiq qızı; род. 1975) — судья Верховного суда Азербайджана.

## Биография
Родилась в 1975 году. В 2000 году окончила юридический факультет Бакинского государственного университета.
С 1992 по 1993 год являлась специалистом второго класса Высшего Арбитражного суда Азербайджана.
С 1993 по 1998 год являлась советником отдела обобщения судебной статистики Высшего Арбитражного суда Азербайджана.
С 1998 по 2000 год являлась главным специалистом, с 2000 по 2007 год — секретарём судебного заседания Экономического суда Азербайджана.
С 28 июля 2007 по 2010 год — судья Наримановского районного суда.
С 28 августа 2010 по 30 июня 2017 года — судья Бакинского Апелляционного суда.
Судья коллегии по гражданским делам Верховного судtа Азербайджана (с 30 июня 2017).
Член комиссии по отбору судей (с 2023).
Член Судебно-правового совета Азербайджана.

## Награды
- Медаль «Прогресс» (11 февраля 2023)[6]